# Gran Enciclopèdia de la Música

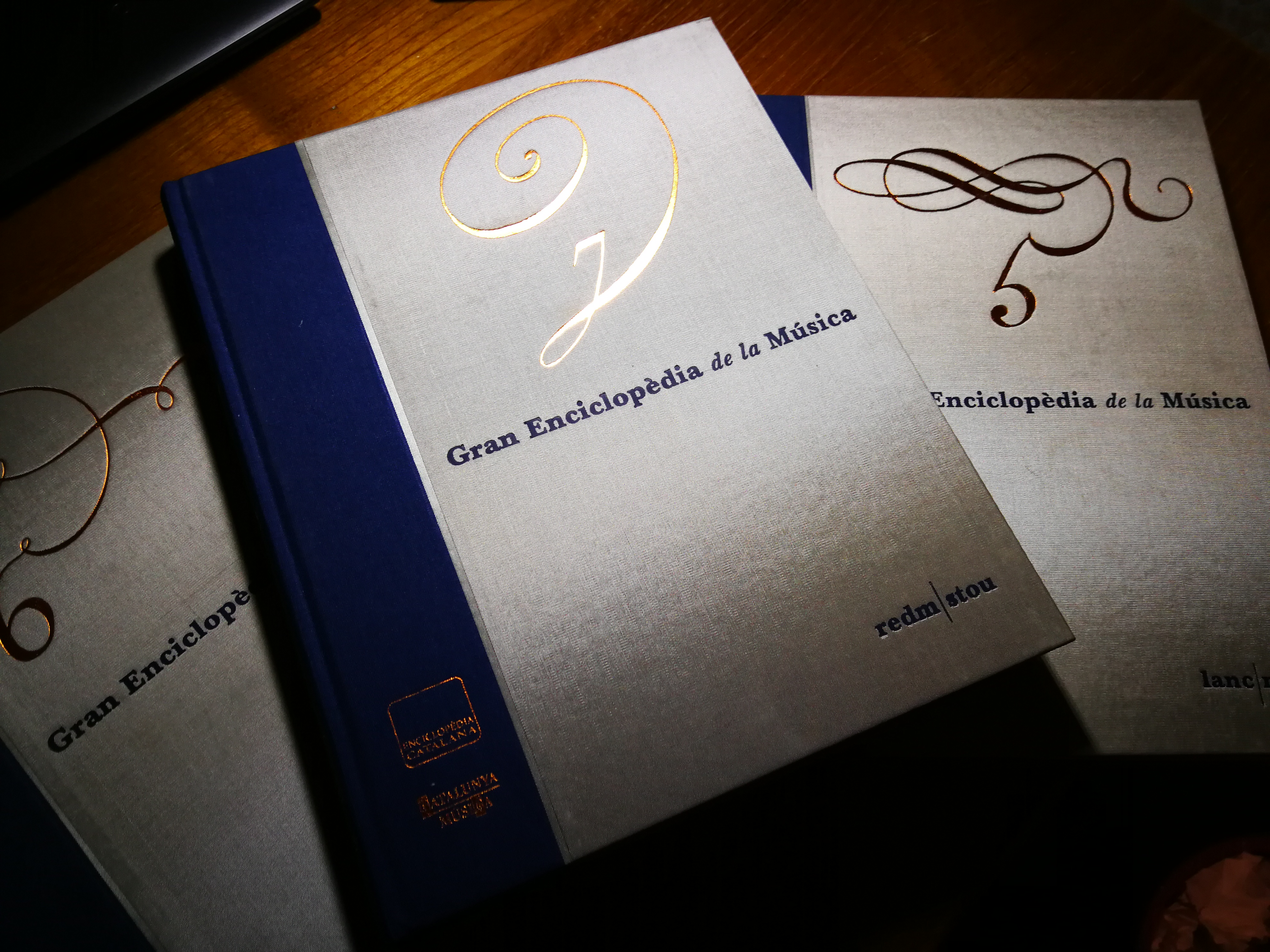
Drei Bände der Gran Enciclopèdia de la Música

Die Gran Enciclopèdia de la Música (zitiert als Gran enciclopèdia de la música; in Literaturangaben abgekürzt mit GEM oder GEMUS) ist eine Musikenzyklopädie des Barceloneser Verlages Enciclopèdia Catalana in katalanischer Sprache. Das Werk wurde von 1999 bis 2003 in acht Bänden veröffentlicht. Es umfasst ungefähr 10.000 Artikel auf ungefähr 3000 Seiten mit ungefähr 3000 Illustrationen. Das Werk wurde von mehr als 140 Fachleuten erstellt. Es enthält Informationen zur Musik der ganzen Welt aus allen Epochen und Stilen. Dabei sind die Musikkulturen und Musiktraditionen der westlichen Welt in den Vordergrund gerückt. Besonders detailliert wurden und werden die Musiktraditionen und -kulturen der katalanischsprachigen Gebiete dargestellt. Das Werk ist als Online-Enzyklopädie über das Internet verfügbar.
Ergänzend zu dem Druckwerk wurde eine 80 CDs umfassende Diskothek zur klassischen Musik angeboten.

## Auflagen
- Enciclopèdia Catalana: Gran Enciclopèdia de la Música (Druckausgabe), 8 Bände, 1. Auflage, Barcelona 1999–2003, ISBN 84-412-0232-X (für das Gesamtwerk)